# Resolutie 1773 Veiligheidsraad Verenigde Naties
Resolutie 1773 van de Veiligheidsraad van de Verenigde Naties werd unaniem aangenomen op 24 augustus 2007 en verlengde
de VN-operatie in het zuiden van Libanon met nog eens een jaar.

## Achtergrond
Na de Israëlische inval in Zuidelijk Libanon eind jaren 1970, stationeerden de Verenigde Naties de tijdelijke VN-macht UNIFIL in de streek. Die moest er de vrede handhaven totdat de Libanese overheid haar gezag opnieuw kon doen gelden.
In 1982 viel Israël Libanon opnieuw binnen voor een oorlog met de Palestijnse PLO. Midden 1985 begon Israël met terugtrekkingen uit het land, maar geregeld vonden nieuwe aanvallen en invasies plaats.
Op 12 juli 2006 brak een oorlog uit tussen Hezbollah uit Libanon en Israël die een maand zou duren.

## Inhoud
De Veiligheidsraad benadrukte dat alle oorzaken van het conflict tussen Israël en Libanon moesten worden aangepakt; ook die van de ontvoerde Israëlische soldaten. Ook werden inspanningen om de kwestie van de Libanese gevangenen in Israël te regelen aangemoedigd. Ook werden stappen van Libanon om haar gezag te doen gelden in het zuiden van het land verwelkomd. Verder werden ook de akkoorden over de visuele markering van de Blauwe Linie en het noorden van Ghajar verwelkomd. Voorts veroordeelde de Veiligheidsraad alle terreuraanslagen tegen de UNIFIL-macht. Die was geautoriseerd om al het nodige te doen om te verzekeren dat Zuid-Libanon niet gebruikt werd voor vijandige activiteiten.
Het mandaat van UNIFIL werd verlengd tot 31 augustus 2008. Alle betrokken partijen werden opgeroepen om de Blauwe Linie te respecteren en samen te werken met te VN om een permanent staakt-het-vuren en een langetermijnoplossing te bewerkstelligen. Ten slotte herhaalde de Veiligheidsraad nogmaals het belang van duurzame vrede in het Midden-Oosten.

## Verwante resoluties
- Resolutie 1757 Veiligheidsraad Verenigde Naties
- Resolutie 1759 Veiligheidsraad Verenigde Naties
- Resolutie 1788 Veiligheidsraad Verenigde Naties
- Resolutie 1815 Veiligheidsraad Verenigde Naties (2008)

Lijst ·  1739 ·  1740 ·  1741 ·  1742 ·  1743 ·  1744 ·  1745 ·  1746 ·  1747 ·  1748 ·  1749 ·  1750 ·  1751 ·  1752 ·  1753 ·  1754 ·  1755 ·  1756 ·  1757 ·  1758 ·  1759 ·  1760 ·  1761 ·  1762 ·  1763 ·  1764 ·  1765 ·  1766 ·  1767 ·  1768 ·  1769 ·  1770 ·  1771 ·  1772 ·  1773 ·  1774 ·  1775 ·  1776 ·  1777 ·  1778 ·  1779 ·  1780 ·  1781 ·  1782 ·  1783 ·  1784 ·  1785 ·  1786 ·  1787 ·  1788 ·  1789 ·  1790 ·  1791 ·  1792 ·  1793 ·  1794